# Bathwater
Bathwater é uma canção ska punk escrita por Gwen Stefani, Tony Kanal e Tom Dumont e lançada como terceiro/quarto single do álbum Return of Saturn da banda No Doubt.

## Chart performance
| Chart (2000)                | Peak position |
| --------------------------- | ------------- |
| Australian Singles Chart    | 79            |
| German Singles Chart        | 73            |
| Chart (2001)                | Peak position |
| U.S. Billboard Adult Top 40 | 39            |
| Chart (2004)                | Peak position |
| UK Singles Chart            | 14            |